# Diane Mott Davidson
Diane Mott Davidson (* 22. März 1949 in Honolulu, Hawaii) ist eine amerikanische Kriminalschriftstellerin.

## Werk
Ihre Heldin ist eine geschiedene Frau, Mutter und Caterin, die regelmäßig in ihrem Bekanntenkreis und bei ihrer Arbeit über Leichen stolpert und die Fälle dann allein, mit Hilfe ihres Sohnes, einer starken Freundin (der zweiten Frau ihres ersten Mannes), eines Ziehsohnes und eines Polizisten klärt, den sie im vierten „Goldy Bear“-Krimi heiratet.
Die Schilderung der Personen und des Lebens als alleinerziehende Mutter mit gewalttätigem Ex-Mann, wirtschaftlichen Problemen und sozialen, das heißt in Amerika kirchlichen Verpflichtungen, nimmt in ihrem Werk breiten Raum ein und macht es lebendig.
Viele Erfahrungen ihres Lebens spiegeln sich in ihren Büchern wider; so ist die Hauptheldin Goldy Bear geprägt von der Zeit, in der Diane Mott Davidson als Sozialarbeiterin in der Opferhilfe arbeitete, und die Person des Generals Bo beruht auf ihrer Erfahrung als Tochter eines US-Admirals.
Der besondere Reiz der Romane liegt in den Koch- und Backrezepten, die Teil der Bücher sind.

## Werke (Auswahl)
Gold Bear Zyklus
- Party-Service für eine Tote („Catering to nobody“). Econ Verlag, Düsseldorf 1993, ISBN 3-612-25003-5.
- Süß ist der Tod („Dying for chocolate“). Econ Verlag, Düsseldorf, 1998, ISBN 3-612-25973-3.
- Müsli für den Mörder („The cereal murders“). Econ Verlag, Düsseldorf 1999, ISBN 3-612-25269-0.
- Hochzeitsschmaus mit Todesfall („The last suppers“). Econ Verlag, Düsseldorf 1998, ISBN 3-612-25247-X.
- Ein todsicheres Rezept („Killer pancake“). Ullstein Verlag, München 2001, ISBN 3-548-25146-3 (früherer Titel Angriff der Killer Pfannkuchen).
- Ein Mann zum Dessert („The main corpse“). Econ Verlag, München 1998, ISBN 3-612-25212-7.
- Man nehme: eine Leiche („The grilling season“). Econ Verlag, München 1998, ISBN 3-612-25234-8.
- Mord a la carte („Prime cut“). Ullstein Verlag, Berlin 2004, ISBN 3-548-26155-8.
- Harte Nuss („Tough cookie“). Ullstein Verlag, München 2000, ISBN 3-548-24971-X.
- Darfs ein bisschen Mord sein? („Sticks & scones“). Ullstein Verlag, München 2001, ISBN 3-548-25264-8.
- Stichtag („Chopping spree“). Ullstein Verlag, München 2002, ISBN 3-548-25715-1.
- Kaffee mit Schuß („Double shot“). Ullstein Verlag, Berlin 2004, ISBN 3-548-26317-8.
- Dark Tort. Avon Books, London 2007, ISBN 978-0-06052-732-7.
- Sweet Revenge. Morrow Press, London 2007, ISBN 978-0-06052-733-4.
- Fatally Flaky. Avon Books, London 2009, ISBN 978-0-06134-814-3.
- Crunch Time. William Morrow, New York 2011, ISBN 978-0-06134-815-0.
- The Whole Enchilada. William Morrow, New York 2013, ISBN 978-0-06134-817-4.

## Auszeichnungen
- 1993: Anthony Award in der Kategorie Beste Kurzgeschichte für Cold Turkey